# Santa Rosa (Barinas)
Pour les articles homonymes, voir Santa Rosa.
Santa Rosa est la capitale de la paroisse civile de Santa Rosa de la municipalité de Rojas dans l'État de Barinas au Venezuela.